# 宏济善堂 (上海)
华中宏济善堂是1939年在日本傀儡政权中华民国维新政府治下的上海成立的慈善机构，创办人为盛宣怀的第四子盛恩颐，解散于1945年。它曾是华中地区最大的毒品贩售机构。尽管名义上是善堂，但该机构实际上从事鸦片的种植、采购、贩售、缉私。

## 关联条目
- 宏济善堂 (大连)